# Aculepeira apa
Aculepeira apa är en spindelart som beskrevs av Levi 1991. Aculepeira apa ingår i släktet Aculepeira och familjen hjulspindlar.
Artens utbredningsområde är Paraguay. Inga underarter finns listade i Catalogue of Life.